# Bataille d'Avdiïvka (2017)
Pour les articles homonymes, voir Bataille d'Avdiïvka.
 (juin 2022).
La mise en forme du texte ne suit pas les recommandations de Wikipédia : il faut le « wikifier ».
Les points d'amélioration suivants sont les cas les plus fréquents. Le détail des points à revoir est peut-être précisé sur la page de discussion.
- Les titres sont pré-formatés par le logiciel. Ils ne sont ni en capitales, ni en gras.
- Le texte ne doit pas être écrit en capitales (les noms de famille non plus), ni en gras, ni en italique, ni en « petit »…
- Le gras n'est utilisé que pour surligner le titre de l'article dans l'introduction, une seule fois.
- L'italique est rarement utilisé : mots en langue étrangère, titres d'œuvres, noms de bateaux, etc.
- Les citations ne sont pas en italique mais en corps de texte normal. Elles sont entourées par des guillemets français : « et ».
- Les listes à puces sont à éviter, des paragraphes rédigés étant largement préférés. Les tableaux sont à réserver à la présentation de données structurées (résultats, etc.).
- Les appels de note de bas de page (petits chiffres en exposant, introduits par l'outil «  Source ») sont à placer entre la fin de phrase et le point final[comme ça].
- Les liens internes (vers d'autres articles de Wikipédia) sont à choisir avec parcimonie. Créez des liens vers des articles approfondissant le sujet. Les termes génériques sans rapport avec le sujet sont à éviter, ainsi que les répétitions de liens vers un même terme.
- Les liens externes sont à placer uniquement dans une section « Liens externes », à la fin de l'article. Ces liens sont à choisir avec parcimonie suivant les règles définies. Si un lien sert de source à l'article, son insertion dans le texte est à faire par les notes de bas de page.
- La présentation des références doit suivre les conventions bibliographiques. Il est recommandé d'utiliser les modèles {{Ouvrage}}, {{Chapitre}}, {{Article}}, {{Lien web}} et/ou {{Bibliographie}}. Le mode d'édition visuel peut mettre en forme automatiquement les références.
- Insérer une infobox (cadre d'informations à droite) n'est pas obligatoire pour parachever la mise en page.

Pour une aide détaillée, merci de consulter Aide:Wikification.
Si vous pensez que ces points ont été résolus, vous pouvez retirer ce bandeau et améliorer la mise en forme d'un autre article.
Guerre du Donbass
Batailles
- Euromaïdan
- Révolution de la Dignité
- Manifestations anti-Maïdan

Annexion de la Crimée
- Invasion russe de la Crimée
- Prise du Parlement de Crimée
- Prise de la base navale sud
- Incident de Simféropol (en)
- Occupation russe de la Crimée

Troubles pro-russes
- Odessa
- Troubles pro-russes à Kharkiv (uk)
- Troubles pro-russes à Louhansk (uk)
- Bataille de la rue Rymarska (uk)
- Proclamation de la république de Crimée
- Prise de Donetsk (uk)
- Proclamation de la RP de Donetsk
- Proclamation de la RP d'Odessa (hu)
- Proclamation de la RP de Lougansk
- Affrontements à Odessa du 2 mai (uk)
- Incendie de la Maison des syndicats d'Odessa

Guerre du Donbass
- Sloviansk
- Marioupol
- 1re Donetsk
- Louhansk
- Il-76
- Saour-Mogyla
- Vol Malaysia Airlines 17
- 2e Donetsk
- Loutouhyne
- Ilovaïsk
- 3e Donetsk
- 32e barrage
- Volnovakha
- Debaltseve
- Marïnka
- Avdiïvka

La bataille d'Avdiïvka est une bataille de la guerre du Donbass ayant eu lieu près de la ville d'Avdiïvka, dans l'oblast de Donetsk en Ukraine qui a fait rage fin janvier et début février 2017. Il s'agit d'un des combats les plus meurtriers de la guerre alors en cours dans le Donbass depuis des semaines. Selon la Mission spéciale d'observation de l'OSCE en Ukraine, la bataille a atteint un niveau de combat qui n'avait pas été vu en Ukraine depuis 2014-2015.

## Contexte
Avdiïvka est conquise en avril 2014 par les rebelles prorusses lors du soulèvement séparatiste du Donbass.
Le 21 juillet 2014, les forces ukrainiennes reprennent la ville aux séparatistes,.
Avdiïvka est située à seulement 6 kilomètres au nord de Donetsk. Entre Donetsk et Avdiïvka s'étend l'autoroute M04 qui fait le tour de Donetsk par son côté nord et fait partie de la Route européenne 50. Dans la région, l'autoroute M04 a un échangeur autoroutier, nommé "Yasynuvatska rozvyazka". En outre, située entre Avdiïvka et Donetsk, se trouve une mine nommée "Butivka-Donetska".
Jusqu'en mars 2016, la « zone industrielle » (située dans la partie orientale d'Avdiivka) était une Zone tampon entre les territoires contrôlés par la république populaire de Donetsk et l'armée ukrainienne. En mars 2016, l'armée ukrainienne a installé ses fortifications dans la « zone industrielle ». Cela signifiait que les séparatistes prorusses n'avaient plus le contrôle total de l'autoroute qui reliait leurs villes contrôlées de Donetsk et Horlivka et qu'il devenait plus difficile pour eux de tirer sur Avdiivka avec des armes non interdites par l'accord Minsk II. Depuis mars 2016, les combats pour la « zone industrielle » d'Avdiivka se sont considérablement intensifiés,.
Dans les jours qui ont précédé les bombardements du 29 janvier, la Mission spéciale d'observation de l'OSCE en Ukraine a documenté une série de violations de l'accord  Minsk II par les deux belligérants (des séparatistes prorusses et des troupes ukrainiennes) qui ont placé des systèmes d'armes et des troupes dans des endroits interdits.

## Bataille
On ne sait pas qui a lancé les violents combats près de la "zone industrielle" (située dans la partie orientale d'Avdiivka) le 29 janvier 2017, les deux parties s'accusant mutuellement d'avoir déclenché la bataille,. Selon The New York Times, l'objectif militaire était une position militaire à la périphérie d'Avdiivka appelée Almaz-2 (en anglais : Diamond-2), qui avait été sous contrôle séparatiste. Interrogé par The Guardian, un soldat ukrainien a affirmé que son armée avait provoqué une réaction agressive des séparatistes en s'emparant d'un petit tronçon de route. Les bombardements séparatistes ont commencé le 29 janvier 2017 et ont laissé plus de 17 000 habitants de la ville sans eau, sans électricité ni chauffage. Avec des conditions hivernales régionales rudes, cela a conduit le gouvernement ukrainien à déclarer un état d'urgence en vue d'une évacuation au moins partielle de la ville,. L'UNICEF a mis en garde contre une catastrophe humanitaire dans la ville en raison du manque d'électricité et d'eau.
Les autorités ukrainiennes ont signalé que les forces ukrainiennes avaient subi des pertes lors des attaques par les forces prorusses contre des positions ukrainiennes dans la zone industrielle d'Avdiivka la nuit du 29 janvier. Au moins un soldat ukrainien a été tué, deux autres sont morts des suites de blessures et un militaire ukrainien a été blessé le matin du 29 janvier. Les forces prorusses ont franchi les lignes ukrainiennes à Avdiivka à deux reprises, mais leurs assauts ont été repoussés. Deux civils ont été blessés par des bombardements à Avdiivka. Un militant prorusse a été capturé par les forces ukrainiennes,. Plusieurs attaques des forces prorusses contre des positions ukrainiennes ont commencé dans la région d'Avdiivka vers 5 heures du matin mais ont été repoussées par l'armée ukrainienne. Les combats entre les belligérants se sont poursuivis le 30 janvier,,. Deux militaires ukrainiens ont été tués et cinq autres blessés le matin du 30 janvier.
Le porte-parole de l'Administration présidentielle d'Ukraine sur les questions liées à la zone d'opération anti-terroriste (ATO), Oleksandr Motuzyanyk, a rapporté à midi que trois militaires ukrainiens avaient été tués et vingt-quatre blessés dans le Donbass le 30 janvier,. Deux des décès sont survenus à Avdiivka et un à Opytne. De violents combats se sont poursuivis à cette date dans et autour du bastion ukrainien d'Avdiivka où un appel à un cessez-le-feu local a été largement ignoré par les deux parties belligérantes,. Le porte-parole Oleksandr Motuzyanyk a exprimé ses "inquiétudes" concernant le flanc droit (des défenses ukrainiennes autour d'Avdiivka) qui a été pris d'assaut par des chars prorusses. Motuzyanyk a décrit l'action comme la principale offensive de chars dans la région depuis la chute de l'aéroport de Donetsk, tombé aux mains des rebelles en janvier 2015. Les chars, rassemblés au Spartak, ont chargé à travers la ligne de démarcation du complexe minier de Butivka et Pisky. L'évacuation des résidents civils d'Avdiivka était prévue le 1er février en raison du manque de services essentiels dans la ville après les incessants bombardements prorusses depuis le 29 janvier. L'hôpital local a déjà été évacué dans l'après-midi. Près d'une centaine de roquettes d'artillerie BM-21 "Grad" ont atterri à Avdiivka tout au long de la journée. Pavlo Zhebrivskyi, chef de l'administration civile de l'oblast de Donetsk, a déclaré l'état d'urgence dans la ville déchirée par la guerre.
Les troupes et les chars prorusses ont lancé deux attaques contre des positions ukrainiennes à Avdiivka dans la matinée du 1er février 2017, soutenues par de l'artillerie de calibres 122 millimètres et 152 millimètres et des lance-roquettes multiples B-21 "Grad". A 14h00, deux militaires ukrainiens ont été tués et deux autres blessés. Une civile a été tuée par des bombardements dans la matinée, et trois civils ont été blessés. Soixante-dix-sept personnes, pour la plupart des enfants, ont été évacuées d'Avdiivka dans la matinée.
Le 2 février, deux soldats ukrainiens sont tués à Avdiivka alors qu'ils repoussent l'un des nombreux assauts des forces prorusses. Le 2 février, au moins 145 civils(le matin)  et 183 résidents civils dont 107 enfants (à 17 heures) avaient été évacués d'Avdiivka. Le président russe Vladimir Poutine a déclaré que l'Ukraine avait sciemment aggravé la situation afin de passer pour victime et que le gouvernement ukrainien pensait que cela faciliterait l'obtention de financements étrangers. Vladimir Poutine  pensait également que la reprise des combats avait été déclenchée par l'Ukraine pour détourner l'attention et « les tentatives de Kyiv de lutter contre l'opposition chez elle ». Le même jour, le secrétaire général de l'OTAN Jens Stoltenberg a appelé la Russie « à user de son influence considérable sur les séparatistes pour mettre fin à la violence ».
Le matin du 4 février, un calme relatif s'est installé dans la région d'Avdiivka après l'établissement d'un cessez-le-feu.
L'Ukraine a déclaré que ses troupes avaient amélioré ses positions « aux approches de Donetsk » lorsqu'elles ont contre-attaqué pendant la bataille, prenant spécifiquement pied près du Spartak et avançant sur la route Donetsk-Horlivka près de Tsarskoïe Selo.
Le 5 février, les combats ont continué à se calmer. L'armée ukrainienne a déclaré que    pour la première fois depuis le début de la bataille aucun soldat ukrainien n'avait été tué au cours des dernières 24 heures, bien que deux soldats aient été blessés. Pendant la journée, l'électricité a été rétablie et le chauffage est revenu à Avdiivka.
Pendant la bataille, les soldats ukrainiens ont reçu des SMS envoyés par des numéros inconnus qui disaient : « Vous n'êtes que de la viande pour vos commandants », « Votre corps sera retrouvé lorsque la neige fondra » et « Vous êtes comme les Allemands à Stalingrad."
Début février 2017, les médias ukrainiens ont déclaré que pendant les combats, deux hauts commandants séparatistes avaient été tués et un blessé,.